# ئی. دابلیو. سوئکهمر
ئی. دابلیو. سوئَکهَمر (انگلیسی: E. W. Swackhamer؛ ۱۷ ژانویهٔ ۱۹۲۷ – ۵ دسامبر ۱۹۹۴) یک کارگردان و تهیه‌کننده اهل ایالات متحده آمریکا بود. وی بین سال‌های ۱۹۶۱ تا ۱۹۹۴ میلادی فعالیت می‌کرد.
از فیلم‌ها یا مجموعه‌های تلویزیونی که وی در آن‌ها نقش داشته‌است می‌توان به عشق روی پشت‌بام، افسونگر، مرد عنکبوتی (فیلم ۱۹۷۷)، راهبه پرنده، ملیبو، مک‌کلاود و قانون و نظم اشاره نمود.

## فیلم‌شناسی
- The Cosby Mysteries (2 قسمت، ۱۹۹۴)
- Mac Shayne: The Final Roll of the Dice (1994) (تلویزیون)
- "نظم و قانون" (۸ قسمت، ۱۹۹۰–۱۹۹۳)
- شور مخفی رابرت کلیتون (۱۹۹۲) (تلویزیون)
- آیا امشب تنها هستی (۱۹۹۲) (تلویزیون)
- Lookwell (1991) (تلویزیون)
- Columbo: Columbo Goes to College (1990) (تلویزیون)
- "Jake and the Fatman" (8 قسمت، ۱۹۸۷–۱۹۹۰)
- H.E.L.P. (1990) مجموعه تلویزیونی (قسمت‌های ناشناخته)
- در گرمای شب (۲ قسمت، ۱۹۸۹)
- "کریستین کرامول" - "چیزهایی که در شب ضربه می‌خورند" (۱۹۸۹) قسمت تلویزیونی
- Desperado: The Outlaw Wars (1989) (تلویزیون)
- "Murder, She Write" - "Deadpan" (1988) قسمت تلویزیونی
- Desperado: The Return of Desperado (۱۹۸۸) (تلویزیون)
- جادوگر (۳ قسمت، ۱۹۸۶)
- L.A. قانون - اپیزود تلویزیونی "خانه در حال افزایش" (۱۹۸۶).
- Bridge Across Time (1985) (تلویزیون)
- The Rousters (1983) (تلویزیون)
- ملیبو (فیلم) (1983) (TV)[۱]
- کوکائین و چشمان آبی (۱۹۸۳) (تلویزیون)
- Carpool (۱۹۸۳) (تلویزیون)
- دیزنی لند - قسمت تلویزیونی "Tales of the Apple Dumpling Gang" (1982)
- عروسک‌های شهر اوکلاهاما (۱۹۸۱) (تلویزیون)
- Longshot (۱۹۸۱)
- Tenspeed and Brown Shoe - قسمت تلویزیونی "Pilot" (1980)
- The Death of Ocean View Park (1979) (تلویزیون)
- خون‌آشام (۱۹۷۹) (تلویزیون)
- "بادهای کیتی هاوک" (۱۹۷۸) (تلویزیون)
- مینی سریال تلویزیونی The Dain Curse (1978).
- خانواده (۲ قسمت، ۱۹۷۷)
- مرد عنکبوتی (فیلم ۱۹۷۷) (۱۹۷۷) (تلویزیون)
- هشت کافی است - قسمت تلویزیونی "هرگز سعی نکنید شلیل بخورید از زمانی که آبمیوه می‌دهید" (۱۹۷۷)
- پسران هاردی/ اسرار نانسی درو - قسمت تلویزیونی "راز یارو دزدان دریایی" (۱۹۷۷)
- Once an Eagle (1976) مینی سریال تلویزیونی
- Quincy, M.E. - "برو با تالار شهر مبارزه کن… تا مرگ" (۱۹۷۶) قسمت تلویزیونی
- "مرگ در خانه عشق" (۱۹۷۶) (تلویزیون)
- "مک‌کلاود" (۴ قسمت، ۱۹۷۵–۱۹۷۶)
- سوئیچ (مجموعه تلویزیونی) (۲ قسمت، ۱۹۷۵)
- S.W.A.T. - "S.W.A.T. : Part 1" (1975) قسمت تلویزیونی
- "The Rookies" (11 قسمت، ۱۹۷۲–۱۹۷۵)
- حکم مرگ (۱۹۷۴)
- "چاپر وان" (۲ قسمت، ۱۹۷۴)
- The New Perry Mason (2 قسمت، ۱۹۷۳)
- Roll Out - قسمت تلویزیونی "The Paper Caper" (1973).
- دختری با چیزی اضافی - قسمت تلویزیونی "بدون سود از شک" (۱۹۷۳)
- خانواده پارتریج (۸ قسمت، ۱۹۷۰–۱۹۷۳)
- Anna and the King - "The Chimes" (1972) قسمت تلویزیونی
- بونانزا - "نریان" (۱۹۷۲) قسمت تلویزیونی
- "اوون مارشال: مشاور حقوقی" - قسمت تلویزیونی "مشکل با رالف" (۱۹۷۲)
- M*A*S*H - "Chief Surgeon Who?" (1972) قسمت تلویزیونی
- افسونگر (مجموعه تلویزیونی) (۸ قسمت، ۱۹۶۵–۱۹۷۲)
- Gidget Gets Married (1972) (تلویزیون)
- "عشق، به سبک آمریکایی" (۱۹۷۱) قسمت تلویزیونی (بخش "عشق و تناسخ")
- شورشیان جوان - قسمت تلویزیونی "فورت هوپ" (۱۹۷۰)
- اینجا عروس‌ها بیایند (۶ قسمت، ۱۹۶۸–۱۹۶۹)
- "رانده‌شدگان" (۲ قسمت، ۱۹۶۸–۱۹۶۹)
- راهبه پرنده (۹ قسمت، ۱۹۶۷–۱۹۶۸)
- "عشق روی پشت‌بام" (۱۲ قسمت، ۱۹۶۶–۱۹۶۷)
- هیزل (۷ قسمت، ۱۹۶۵–۱۹۶۶)
- Gidget (8 قسمت، ۱۹۶۵–۱۹۶۶)
- "[خواب جینی را می‌بینم]]" (۵ قسمت، ۱۹۶۵–۱۹۶۶)
- The Donna Reed Show (2 قسمت، ۱۹۶۵)
- "The Lieutenant" - "O'Rourke" (1964) قسمت تلویزیونی